# Adelencyrtus perniciosus
Adelencyrtus perniciosus är en stekelart som beskrevs av Xu och He 2003. Adelencyrtus perniciosus ingår i släktet Adelencyrtus och familjen sköldlussteklar. Inga underarter finns listade i Catalogue of Life.